# Kabinett Kekkonen I

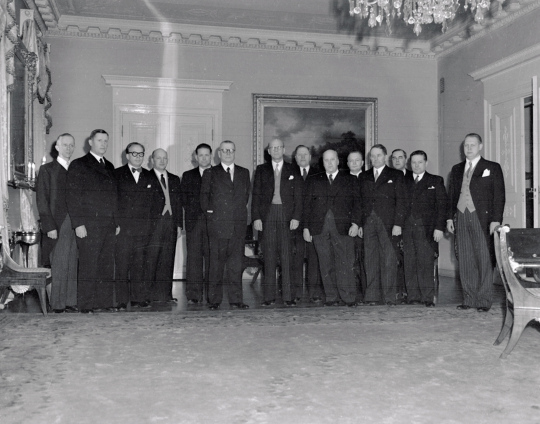
Das Kabinett Kekkonen I

Das Kabinett Kekkonen I war das 33. Regierungskabinett in der Geschichte Finnlands. Es amtierte vom 17. März 1950 bis zum 17. Januar 1951 (307 Tage).
Nach der sozialdemokratischen Minderheitsregierung Fagerholm I bildete Urho Kekkonen vom Landbund nun eine Regierung, die sich erneut nicht auf eine Mehrheit stützen konnte. Neben dem Landbund gehörte keine der großen Parteien der Koalition an, lediglich die Nationale Fortschrittspartei und die Schwedische Volkspartei wurden in die Regierung mitaufgenommen.

## Minister
| Amt                                             | Name | Partei                                |
| ----------------------------------------------- | --- | ------------------------------------- |
| Ministerpräsident                               | Urho Kekkonen | Landbund                              |
| Außenminister                                   | Åke Gartz | parteilos                             |
| Stellvertretender Außenminister                 | Sakari Tuomioja | Nationale Fortschrittspartei          |
| Justizminister                                  | Heikki Kannisto | Nationale Fortschrittspartei          |
| Innenminister                                   | Urho Kekkonen | Landbund                              |
| Stellvertr. Innenminister                       | 17. März 1950 – 30. September 1950: Lauri Riikonen 30. September 1950 – 17. Januar 1951: Johannes Virolainen                                            | Landbund                              |
| Verteidigungsminister                           | Kustaa Tiitu | Landbund                              |
| Finanzminister                                  | Vieno Sukselainen | Landbund                              |
| Stellvertr. Finanzminister                      | Nils Meinander | Schwedische Volkspartei               |
| Bildungsminister                                | Lennart Heljas | Landbund                              |
| Landwirtschaftsminister                         | Taavi Vilhula | Landbund                              |
| Stellvertr. Landwirtschaftsminister             | Eemil Luukka | Landbund                              |
| Verkehrs- und Infrastrukturminister             | Martti Miettunen | Landbund                              |
| Stellvertr. Verkehrs- und Infrastrukturminister | 17. März 1950 – 17. Januar 1951: Kauno Kleemola 24. März 1950 – 31. März 1950: Lauri Riikonen 31. März 1950 – 17. Januar 1951: Vihtori Vesterinen       | Landbund                              |
| Handels- und Industrieminister                  | 17. März 1950 – 30. September 1950: Sakari Tuomioja 30. September 1950 – 17. Januar 1951: Teuvo Aura                                                    | Nationale Fortschrittspartei          |
| Sozialminister                                  | Ralf Törngren | Schwedische Volkspartei               |
| Stellvertr. Sozialminister                      | 17. März 1950 – 17. Januar 1951: Vihtori Vesterinen 24. März 1950 – 30. September 1950: Kauno Kleemola 30. September 1950 – 17. Januar 1951: Teuvo Aura | Landbund Nationale Fortschrittspartei |